# Nikólaos Koúzilos
Nikólaos Koúzilos (grec moderne : Νικόλαος Κούζηλος) est un homme politique grec, ancien membre d'Aube dorée. Il est né en 1977.

## Biographie
Lors des élections législatives grecques de mai 2012, il est élu député pour la 14e législature, qui aura duré du 6 mai 2012 au 19 mai 2012. Lors des élections législatives grecques de juin 2012, il est réélu le 17 juin 2012 à la 15e législature.
Aux élections législatives grecques de janvier 2015, il est réélu député dans la première circonscription du Pirée. Il est présenté par son parti à la fonction de secrétaire pour la première session de la XVIe législature le 6 février, mais il échoue à obtenir la majorité absolue des suffrages avec 33 votes pour, 165 votes blancs et 30 votes nuls. Il est candidat à la mairie du Pirée en 2014 et récolte 6 % des voix.
Le 13 juillet 2017, il annonce son départ d'Aube dorée. Il soutient que « le parti aurait depuis longtemps dû procéder à des changements politiques autant de personnes que de plateformes sans issue ». L'absence de ces changements aurait mené à la chute électorale du parti. Selon lui, le parti aurait trahi ses électeurs car « la direction refusait de voir l'évident ».